# フリオ・コルタサル
フリオ・コルタサル（Julio Cortázar、1914年8月26日 - 1984年2月12日）は、アルゼンチンの作家・小説家。主にカスティリャ語で書き、フリオ・デニス（Julio Denis）の筆名も用いた。

## 生涯

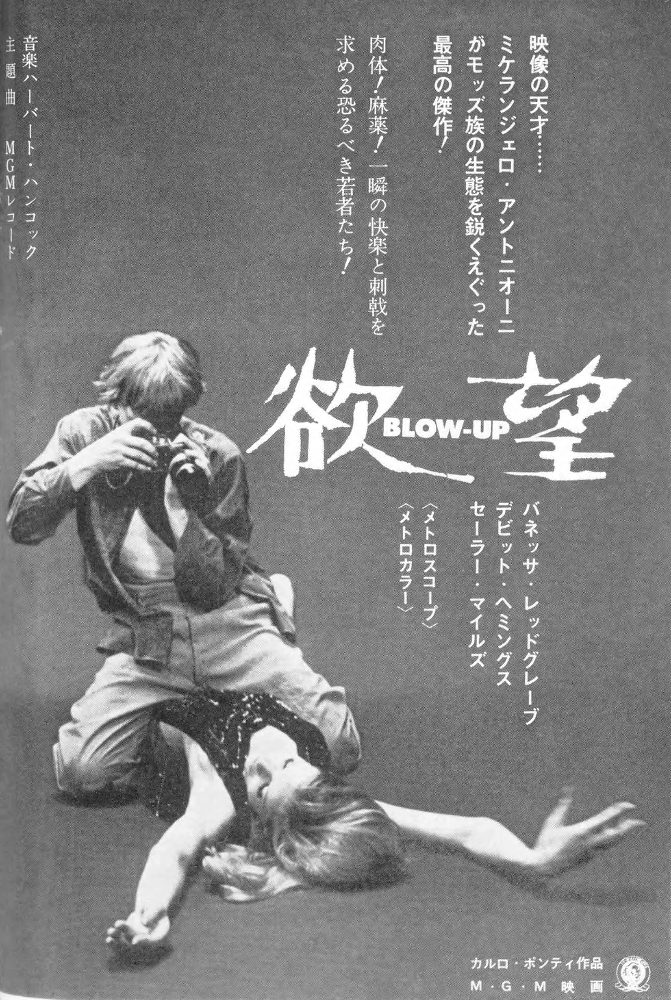
短編小説「悪魔の涎」を映画化した『欲望』はカンヌ国際映画祭でパルム・ドールを受賞した。

ベルギーのブリュッセルに生まれ、1918年に両親の母国アルゼンチンに帰国し、ブエノスアイレスで育った。1936年にブエノスアイレス大学に進学するが、中退して1944年まで高等学校の教員として教壇に立ち、1938年には詩集を出版。1944年にはクーヨ大学のフランス文学の教員を務め、1945年から1951年にかけて、出版社に勤めて翻訳の仕事をこなす一方で、詩や小説を書き続け、1946年に書いた短編小説「占拠された屋敷」を雑誌『ブエノスアイレス年報』の編集者だったボルヘスに認められて掲載された。
1951年にフランスに留学してパリに居住した。以降、留学期間が終わっても帰国せずに、ユネスコの自由契約翻訳官の職を得て、生涯をフランスで送り、1981年にはフランスの市民権を取得した（動画）。
1960年の『懸賞』と1963年の『石蹴り遊び』の2作の長編小説により英語圏においてもラテンアメリカを代表する作家と見なされるようになり、イタリアの映画監督ミケランジェロ・アントニオーニによって短編小説「悪魔の涎」が映画化され（原題は『Blow-Up』。邦題は『欲望』）、スペイン語圏を越えて世界的に知られる作家となった。1973年に『マヌエルの教科書』でフランスのメディシス賞を受賞。
1960年代の二度のキューバ訪問以降、コルタサルは政治活動へと傾斜していく。公然とカストロを支持し、ニカラグアにも足繁く訪れた。その様子を描いたテキストは、死後『かくも激しく甘きニカラグア』にまとめられた。
1984年に白血病により死去。

## 作品
- 1938.- Presencia
- 1945.- La otra orilla（短編集）
  - 『対岸』（寺尾隆吉訳、水声社、2014年）
- 1951.- Bestiario（短編集） 『奪われた家／天国の扉　動物寓話集』（寺尾隆吉訳、光文社古典新訳文庫、2018年）
  - 奪われた家
  - パリへ発った婦人宛ての手紙
  - 遥かな女　──アリーナ・レエスの日記
  - バス
  - 偏頭痛
  - キルケ
  - 天国の扉
  - 動物寓話集
- 1956.- Final del juego（短編集）
  - 『遊戯の終り』（木村榮一訳、国書刊行会、1977年：岩波文庫、2012年、ISBN 978-4003279021）
- 1959.- Las armas secretas（短編集）
  - 『秘密の武器』（木村榮一訳、1981年、ISBN 978-4336025326：岩波文庫、2012年、978-4003279038）
- 1960.- Los premios
- 1962.- Historias de cronopios y famas
- 1963.- Rayuela（長編）
  - 『石蹴り遊び』（土岐恒二訳、集英社、1984年、ISBN 978-4081260089：集英社文庫（全二巻）、1995年、ISBN 978-4087602418、ISBN 978-4087602425：水声社、叢書フィクションの楽しみ、2016年、ISBN 978-4-8010-0193-0）
- 1966.- Todos los fuegos el fuego（短編集）
  - 『すべての火は火』（木村榮一訳、水声社、1993年、ISBN 978-4891762865）
- 1967.- La vuelta al día en ochenta mundos
- 1968.- 62, modelo para armar
- 1968.- Último round
- 1971.- Pameos y meopas
- 1972.- Prosa del observatorio
- 1973.- Libro de Manuel
- 1974.- Octaedro（短編集）
  - 『八面体』（寺尾隆吉訳、水声社、2014年、ISBN 978-4891769550）
- 1975.- Silvalandia
- 1977.- Alguien que anda por ahí（短編集）
  - 『通りすがりの男』（木村榮一他訳、現代企画室〈ラテンアメリカ文学選集〉1993年、ISBN 978-4773892185）
- 1979.- Un tal Lucas
- 1980.- Queremos tanto a Glenda（短編集）
  - 『愛しのグレンダ』（野谷文昭訳、岩波書店、2008年、ISBN 978-4000221528）
- 1982.- Deshoras（短編集）
  - 『海に投げこまれた瓶』（鼓直，立花英裕訳、白水社、1990年、ISBN 978-4560042632）
- 1983.- Los autonautas de la cosmopista
- 1984.- Salvo el crepúsculo
- 1984.- Argentina, años de alambradas culturales
- 1984.- Nicaragua tan violentamente dulce (死後出版)
  - 『かくも激しく甘きニカラグア』 (田村さと子訳 晶文社、双書・20世紀紀行– 1989年）
- 1986.- Divertimento (死後出版)
- 1986.- El examen (死後出版)
- 1996.- Imagen de John Keats (死後出版)
- 2009.- Papeles inesperados (死後出版)

### 日本オリジナル短編集
- 『コルタサル短編集 悪魔の涎・追い求める男 他八篇』（木村栄一訳、岩波文庫、1992年）ISBN 978-4003279014
  - 続いている公園
  - パリにいる若い女性に宛てた手紙
  - 占拠された屋敷
  - 夜、あおむけにされて
  - 悪魔の涎
  - 追い求める男
  - 南部高速道路
  - 正午の島
  - ジョン・ハウエルへの指示
  - すべての火は火